# 仮想真空管アンプ
仮想真空管アンプ（英: Virtual Valve Amplifier、略して VVA）は、さまざまな真空管アンプの設計の音響をシミュレーションするための、ダイアモンド・カット・プロダクションズ（英語: Diamond Cut Productions）によって設計され販売されているソフトウェアアルゴリズムである。彼らの DC8 ならびに Forensic8 ソフトウェアプログラムのなかにそれを見出すことができる。
VVAは、「真空管の温かさ」や「低音の厚み」を加えることのそのうえに、非常な古さを強めたり、記録を弱めたりするような微妙な調波を加えることによって、デジタルな録音記録の音響を音色づけるように使うことができる。VVAの背後のアルゴリズムは、アンプ設計でみられる様々な真空管と出力変圧器 （英語: transformer types #output transformer）の大規模な信号変換機能の数学的シミュレーションである、実物の真空管電子回路ならびに非線形性にもとづいている。このデータの大部分はもともと1990年代初期における、技術者クライグ・マイヤー（英: Craig Maier）とリック・カールソン（英: Rick Carlson）による、様々な操作条件のもとでの実物の真空管アンプ回路の広範囲は基準測定から由来する。VVAはひとつの物理的な電子真空管アンプを通るその同じ信号通過を直接に、数学的に復元する。VVAのアルゴリズムはダイアモンド・カットの DC8 ならびに DC Forensics8 のソフトウェアパッケージの中で見られる。それはVSTプラグインとしても同じく売られている。